# (46539) Viktortikhonov
(46539) Viktortikhonov ist ein Asteroid des mittleren Hauptgürtels, der von der ukrainisch-sowjetischen Astronomin Ljudmyla Schurawlowa am 24. Oktober 1982 am Krim-Observatorium in Nautschnyj (IAU-Code 095) entdeckt wurde.
Der Asteroid wurde am 4. April 2015 nach dem sowjetisch-russischen Eishockeyspieler und -trainer Wiktor Wassiljewitsch Tichonow (1930–2014) benannt. Der ebenfalls in Nautschnyj entdeckte Asteroid des inneren Hauptgürtels (9565) Tikhonov hingegen war 2002 nach dem Mathematiker Andrei Nikolajewitsch Tichonow benannt worden.